# Rand Al-Mashhadani
Rand Al-Mashhadani (Bagdad, 11 augustus 1994) is een Iraaks boogschutster.

## Carrière
Al-Mashhadani nam in 2012 deel aan de Olympische Spelen waar ze verloor in de eerste ronde van Ki Bo-bae. Ze behaalde met de Irakese ploeg een bronzen medaille op de Arabische Spelen in 2011. 

## Erelijst

### Arabische Spelen
- 2011:  Qatar (team)